# Polyptychus bernardii
Polyptychus bernardii là một loài bướm đêm thuộc họ Sphingidae. Nó được tìm thấy ở Gabon, the Congo (Kinshasa) và from Cộng hòa Trung Phi.